# Microgramma latevagans
Microgramma latevagans là một loài thực vật có mạch trong họ Polypodiaceae. Loài này được (Maxon & C. Chr.) Lellinger miêu tả khoa học đầu tiên năm 1984.